# Cellulärt liv
Cellulärt liv (Cytota) är liv som existerar med en cellulär struktur.
Under lång tid delades cellulärt liv upp i domänerna eukaryoter och prokaryoter, som kännetecknas av:
- Eukaryoter - celler med cellkärna
- Prokaryoter - celler utan cellkärna

Sedan 1990 då arkebakterier systematiserades som arkéer används ofta det så kallade tredomänsystemet, där cellulärt liv delas upp i följande tre domäner:
- arkéer (Archaea)
- bakterier (Bacteria)
- eukaryoter (Eukaryota)

## Det cellulära livets ursprung
Det är än idag inte säkerställt hur liv på jorden har uppstått. En teori är att enkla organiska molekyler, som aminosyror och nukliotider, slumpmässigt slogs samman vilket ledde till bildrandet av självproducerande molekyler. Dessa molekyler kunde sedan med tiden utvecklas till de första prokaryotaceller vilket är, vad vi vet idag, den tidigaste formen av liv.

## Olika former av cellulärt liv
Prokaryoter är den enklaste formen av cellulärt liv. Prokaryotaceller hittas i organismer som bakterier och arkeer och är encelliga. Den mest kännetäcknande egenskapen för prokaryotaceller är att de saknar cellkärna, alltså att de inte har ett membran som skyddar cellens DNA. Det finns två typer av eukaryotaceller; djurceller samt växtceller. De största skillnaderna mellan dessa två är dels att växtcellernas väggar är betydligt starkare men även att växtceller innehåller klorofyll vilket gör att de kan producera energi från solljus. Eukaryotaceller kan slå ihop sig och jobba tillsammans och därmed bilda flercelliga organismer. De kan även specialisera sig som exempelvis könsceller eller nevceller. Med det kan eukaryotaceller utgöra komplexa organismer. 

Så småningom upptäcktes arkebakterier som först räknades samman med eubakterierna i gruppen bakterier, men där modern genetisk forskning med Carl Woese i spetsen visade att arkéerna skiljer sig så mycket från eubakterierna att de 1990 systematiserades och hänfördes till en egen avdelning arkéer.
Sedan 1990 då arkebakterier systematiserades som arkéer används ofta det så kallade tredomänsystemet, där cellulärt liv delas upp i följande tre domäner:
- arkéer (Archaea)
- bakterier (Bacteria)
- eukaryoter (Eukaryota)

Skillnader mellan arkéer och bakterier är bland annats deras kemiska uppbyggnad. Trots att arkéer oftast liknas med bakterier har de exempelvis ribosomer som mer delar likheter med de för eukaryotiska celler. Arkéer lever ofta i påfrestande miljöer med exempelvis extrema temperaturer eller med brist på syrgas. 

## Endosymbiontteorin
Endosymbiontteorin ger en förklaring till uppkomsten av eukaryotaceller. Teorin menar att olika prokaryotiska organismer har slagits ihop och utvecklat ett symbiotiskt förhållande. Man tänker sig att plastider och mitokondrier har varit egna prokaryotiska organismer som har infiltrerats in i andra prokaryoter. Teorin stöds av att det har kunnat konstatera att mitokondrier och plastider innehåller eget DNA.

## Livsviktiga funktioner hos celler
För att något ska räknas som levande måste den uppfylla vissa krav, varav de viktigaste är fortplantning, ämnesomsättning- och energiomsättning samt reaktion på yttre faktorer.

### Fortplantning
Det finns två olika sätt celler kan dela sig, därmed föröka sig. Antingen sker det genom mitos där en cell replikerar sitt DNA för att sedan delas till två nya celler med samma genetiska uppsättning. Med mitos bildas så kallade somatiska celler, vilket innefattar alla celler förutom könsceller. Den andra processen kallas meios där cellen istället genomgår två delningar, modercellen bildar därmed fyra dotterceller. Dottercellernas DNA är inte identiska då DNAt under meiosen blandas.

### Ämnesomsättning och energiomsättning
Ämnesomsättningen hos celler kan delas upp i två delar; katabolism och anabolism. Katabolism innefattar de kemiska reaktioner som sker för att bryta ner större, energirika komplex till mindre delar och därmed kunna gynna energin. Anabola processer är de som kräver energi för att mindre föreningar ska bygga upp strörre. För eukaryotaceller kan energiomsättning ske genom cellandning eller fotosyntes.

### Reaktion på yttre faktorer
Celler kan reagera på yttre stimulans på flera sätt. Exempelvis kan celler genom osmos anpassa koncentrationen av joner innanför cellen utifrån omgivningen.